# Far Cry 3
Far Cry 3 — компьютерная игра в жанре шутера от первого лица, разработанная студией Ubisoft Montreal и изданная компанией Ubisoft. Третья основная часть из одноимённой серии игр после Far Cry 2. Действие игры разворачивается на вымышленных островах Рук, тропическом архипелаге, который игрок может свободно исследовать. Игровой процесс сосредоточен на боях и исследованиях. Игрок может использовать различное оружие, чтобы побеждать врагов и диких животных. В игре присутствуют элементы ролевых игр, такие как древо навыков и очки опыта. После того, как отпуск идёт наперекосяк, главный герой Джейсон Броуди должен спасти своих друзей, похищенных пиратами, и сбежать с острова и его обезумевших обитателей.
Игра разрабатывалась студией Ubisoft Montreal при участии Massive Entertainment, Ubisoft Shanghai, Ubisoft Bucharest, Ubisoft Reflections и Red Storm Entertainment. Разработка игры была частично возобновлена в 2010 году после ухода нескольких ключевых творческих сотрудников. Команда разработчиков получила обратную связь по поводу игрового процесса Far Cry 2 и определила, какие элементы необходимо улучшить или убрать. Команда потратила много времени на создание острова, который они назвали «вторым по важности персонажем» в игре. Источниками вдохновения послужили фильмы и сериалы, в частности «Апокалипсис сегодня» и «Остаться в живых», а также видеоигры The Elder Scrolls V: Skyrim и Red Dead Redemption. Майкл Мэндо был взят на роль антагониста Вааса Монтенегро, которого команда сравнивала с Дартом Вейдером.
Ubisoft анонсировала игру в июне 2011 года и рекламировала её в сопутствующих приложениях и веб-сериалах. Она была выпущена в ноябре 2012 года на Microsoft Windows, PlayStation 3 и Xbox 360. После выпуска игра вызвала признание критиков. Они хвалили персонажей, открытый мир, прогрессию и игровой процесс. В качестве недостатка они отмечали мультиплеер. Несмотря на слабые продажи по предзаказу, было продано около 10 миллионов копий игры. По итогам года игра была номинирована на множество наград, в том числе на «Игра года» и «Лучший шутер» от нескольких игровых изданий. Ubisoft поддержала игру загружаемым контентом и выпустила Far Cry 3: Blood Dragon, отдельное дополнение к игре, в 2013 году. Преемник Far Cry 4 был выпущен в ноябре 2014 года. Переиздание игры вышло в июне 2018 года на PlayStation 4 и Xbox One.

## Игровой процесс
Far Cry 3 представляет собой шутер от первого лица. Действие игры происходит на вымышленных островах Рук, тропическом архипелаге, населённом пиратами и наёмниками. Игрок управляет Джейсоном Броди и может выполнять миссии и цели разными способами. Он может убивать врагов огнестрельным оружием, таким как штурмовая винтовка, снайперская винтовка, гранатомёт, ракетная установка, а также взрывчатыми веществами, такими как наземная мина и граната. Кроме того, игрок может избежать внимания врагов методом стелса. Например, игрок может разведать вражеский аванпост и при помощи камеры пометить врагов или бросить камни для отвлечения. Можно использовать оружие с глушителем и боевой нож и отключить сигнализацию, чтобы помешать врагам поднять тревогу и вызвать подкрепление. Навыки можно получить, если набрать достаточно очков опыта за выполнения миссий и убийство врагов. Навыки поделены на три группы: Паук, Цапля и Акула. Паук улучшает стелс-убийства и охоту, Акула — быстрые убийства на близкой дистанции и здоровье, а Цапля — быстрые убийства на дальней дистанции и мобильность. По мере приобретения навыков племенная татуировка на левой руке Джейсона расширяется.
Острова Рук — открытый мир, который игрок может свободно исследовать. Джейсон может путешествовать на разных транспортных средствах, включая багги, мотовездеход, грузовик, гидроцикл, лодка и дельтаплан. Позже в игре Джейсон сможет носить вингсьют. В различных дружественных поселениях Джейсон может приобрести оружие и материалы, а также выполнить дополнительные задания, включая охоту и убийства. Острова Рук населены множеством видов диких животных, таких как леопарды и акулы. Искусственный интеллект (ИИ) игры позволяет диким животным взаимодействовать друг с другом, имитируя реалистичную экосистему. Во время охоты на животных игрок добывает материалы для создания новых предметов, включая кобуры для оружия и подсумки с боеприпасами. Игрок может собирать растения и изготовить шприцы для исцеления Джейсона при низком уровне здоровья, полученном во время боя, или изготовить другие снадобья. Игрок может взбираться на радиовышки и снимать с них шифраторы. При активации радиовышек на карте открываются некоторые территории и игрок получает доступ к новому оружию и побочной миссии по доставке припасов, в которой игроку необходимо за определённоё время доставить медикаменты из одного места в другое. Поскольку остров контролируют пираты, игрок может проникнуть и освободить вражеские аванпосты. После захвата аванпост становится базой повстанцев и открывается доступ к дополнительным заданиям. Также в базе игрок может быстро перемещаться, пополнять запасы и покупать новое оружие. Позже был выпущен патч, позволяющий игрокам сбрасывать аванпосты. Исследуя игровой мир, на Джейсона внезапно могут напасть дикие животные или пиратский патруль. Игрок может выполнять миссии «Испытания ракьят», участвовать в различных мини-играх, включая покер, метание ножа и стрельбу и собирать различные коллекционные предметы, такие как реликвии, письма пропавших и карты памяти.

## Сюжет

Игрок вместе с местными жителями сражается с пиратами Вааса (красные).

Главный герой, Джейсон Броди, отправляется с друзьями в отпуск на необычайно красивый тропический остров Рук Айленд. Однако всё пошло не по плану: после парашютного прыжка, приземлившись на одном из островов архипелага, выясняется, что он открыто оккупирован самой влиятельной преступной группировкой в южной части тихого океана, в плен к которой они попадают. Данная группировка разделена на две фракции: Наёмники Хойта и пираты под руководством Вааса Монтенегро (Майкл Мэндо) — психопата, наркомана и садиста, к которому герои попадают в плен.
Ночью Грант, старший брат Джейсона, инициирует вместе с ним побег, используя свои армейские навыки, и по ходу дела учит нескольким приёмам бесшумного передвижения по вражеской территории. Однако побег заканчивается трагедией, и Грант умирает от рук Вааса, который Джейсону в качестве насмешки даёт 30 секунд на побег, при этом говоря: «Если не джунгли тебя сожрут, то я». Во время переправы через канатный мост героя застигает врасплох боевой вертолёт пиратов. Пулемётные выстрелы перебивают верёвки — Джейсон падает в реку и теряет сознание. Его спасает один из командиров местного сопротивления — Деннис Роджерс, который считает Джейсона воином, ибо тот единственный, кто смог сбежать из лагеря пиратов и остаться в живых. Набив парню его первую татау (местная традиционная татуировка воина) и быстро объяснив ситуацию, Деннис втягивает Джейсона в продолжительную войну повстанцев и пиратов за власть над островом, обещая помочь ему освободить остальных друзей.
По мере выполнения миссий Денниса, Джейсон спасает своих друзей и сопровождает их в относительно безопасное место, под опеку полубезумного доктора Алека Эрнхардта. По мере прохождения Джейсона 2 раза ловит в плен Вааc.
С ростом навыков героя и по мере прохождения испытаний, племя Ракьят и его вождь Цитра Талугмай признают его как способного воина. Узнав о гибели своего младшего брата Райли, Джейсон отказывается уехать с острова со спасёнными друзьями, участвует в штурме лагеря пиратов и убивает Вааса Монтенегро. Действие переносится на Южный остров, где Джейсон с помощью агента ЦРУ Уиллиса Хантли и наёмника Сэма участвует в операции по уничтожению главаря наёмников и пиратов Хойта Волкера, проникнув в его окружение под видом наемника-рекрута. Здесь выясняется, что младший брат Райли на самом деле жив. Сэм и Джейсон, втеревшись в доверие Хойта, решают убить его во время игры в покер, однако Хойт сам убивает Сэма, но в поединке на ножах Джейсон убивает Хойта и вместе с Райли спасается с острова на вертолёте.
Вернувшись к особняку доктора Эрнхардта, Джейсон обнаруживает, что особняк был подожжён в результате нападения воинов Ракьят, сам доктор смертельно ранен, а его друзья — схвачены. Придя в храм Ракьят, Джейсон становится перед выбором: либо присоединиться к Цитре и стать воином Ракьят, либо освободить своих друзей. В зависимости от выбора игрока, доступны две альтернативные концовки игры, после которых остаётся доступным режим свободного исследования острова:
- Джейсон убивает друзей, производит ритуальный половой акт с Цитрой, после чего она убивает Джейсона, называя его великим воином и обещая, что их ребёнок станет вождём Ракьят.
- Джейсон освобождает друзей, разгневанный Деннис бросается с мачете на Джейсона, стремясь прикончить его, но Цитра встаёт между ними, и Деннис случайно убивает вместо Джейсона Цитру, вставшую на его пути. Умирающая Цитра признаётся Джейсону, что любит его. Он с друзьями покидает остров.

### Письма пропавших
В процессе игры Джейсон находит недоставленные письма японских солдат («Письма пропавших», англ. Letters of the Lost), относящиеся к концу Второй мировой войны. Содержание писем раскрывает происходившее на островах Рук Айленд в период японской оккупации и личные чувства солдат:
- Основная сюжетная линия. Японский гарнизон острова после разрушения укреплений американцами отступил в джунгли, готовясь отражать вторжение армии США, которая уже захватила соседние острова. Жизнь в джунглях и болезни постепенно сводят солдат с ума, радист отряда при получении сообщения об атомной бомбардировке Хиросимы, где находилась его семья, в панике уничтожает радиостанции, чтобы никто из его товарищей об этом не узнал. Узнав о саботаже, командир отряда расстреливает радиста, начинает стрелять по другим солдатам и оказывается убитым. Оставшиеся солдаты постепенно погибают в джунглях, последний оставшийся в живых кончает жизнь самоубийством.
- Вторая сюжетная линия. Японский учёный, работающий над проектами перспективного оружия, озабочен тем, что его заслуги может присвоить вышестоящее начальство. Он срывает свою работу и выпускает заражённых животных в джунгли, за что обвиняется в саботаже и погибает при аресте.
- Наши дни. Недалёкий капитан американской баржи развлекается, обучая обезьян использованию гранат, и описывает свои «успехи» поверх стёршихся японских писем.

## Многопользовательская игра

### Возможности многопользовательской игры
- Reviving (с англ. — «оживление»). Любой игрок, использующий это умение может оживить любого упавшего члена команды. При использования «Reviving» вы получаете столько же очков за командную поддержку как и за «Battlecry». Конечно, если вас убили, то вы можете дождаться, когда вас оживит напарник по команде. Так же другие игроки могут сигнализировать умершему, что они уже на пути, чтобы оживить его.
- Battlecry (с англ. — «боевой клич»). Активируется при нажатие на кнопку «T»(по умолчанию). Игрок, который активировал «Battlecry» и члены команды, которые находятся в зоне слышимости получают дополнительные эффекты. Дополнительные эффекты могут варьироваться от повышения точности или здоровья до прочих дополнений.
- Если вы стали полезным командным игроком, вы можете использовать свои заработанные очки для командной поддержки. Если вы набрали достаточное количество очков, то можете использовать:
- Scouting (с англ. — «разведка»). На некоторое время на миникарте отображается расположение врагов.
- Battle Bomb (с англ. — «боевая бомба»). Вы получаете возможность вызвать авиаудар в любую точку карты.
- Psyche Gas (с англ. — «психический газ»). Если игроки попадают в зону действия этого газа, все становятся чёрными фигурами и включается режим дружеского огня. Враги запутываются и убивают и своих и противников. Если вы перемещаетесь в команде, и попадаете под действие газа, то ещё можно понять, кто есть кто, но если вы один, то будет трудно понять, где свои, где противники.
- End of Match Scenes (с англ. — «финальные сцены матча»). При наборе очков команды, вы можете открыть доступ к специальной финальной сцене в конце матча. В конце игры, лучший игрок победившей команды решает судьбу лучшего игрока проигравшей команды. Вы можете проявить милосердие или наказать противника.

### Кооперативная игра
На пресс-конференции Sony на E3 было объявлено, что Far Cry 3 будет включать не только одиночную кампанию, но и мультиплеер. В игре также будет присутствовать кампания в режиме кооператива, в которую вы сможете играть с 3 друзьями. Кооператив позволит увидеть остров глазами другого персонажа, делающего все возможное для того, чтобы выжить. Капитан предал свою команду, продав судно пиратам. Выжившие пытаются спасти свою жизнь всеми силами и стремятся к мщению.

## Разработка
6 ноября 2012 года Ubisoft подтвердила, что игра ушла на золото. Far Cry 3 стала первой игрой в серии, использующей игровой движок Dunia 2 — сильно модифицированную и модернизированную версию движка Dunia, используемого в Far Cry 2. Движок Dunia 2 был создан для улучшения производительности игр на базе Dunia на консолях и добавления более сложных функций рендеринга, таких как глобальное освещение.
Разработчики оценили игровой процесс из Far Cry 2 и определили, какие элементы следует включить или улучшить. Деградация оружия и заражение малярией были убраны, поскольку команда посчитала, что это делает игру менее увлекательной. По словам продюсера Дэна Хэя, мир Far Cry 2 казался безжизненным и недостаточно реагировал на действия игроков. Команда задалась целью создать «настоящую цивилизацию», с которой игрок сталкивался по ходу прохождения, чтобы вдохнуть жизнь в мир игры. В Far Cry 3 действия игроков влияют на игровой мир, причем влияние Вааса постепенно снижается после того, как Джейсон освобождает вражеский лагерь. При проектировании островов Рук разработчики добавили множество побочных активностей и возможностей исследовать мир, чтобы игроки не заскучали во время путешествий. В игру были добавлены побочные квесты, которые позволяют игрокам узнать больше об истории и жителях островов. Мир был спроектирован таким образом, чтобы игрок мог свободно делать в нём всё, что захочет, не торопясь выполнять основные задания. Команда также попыталась сделать путешествие по миру более приятным, улучшив механику вождения и добавив точки быстрого перемещения. В каждой миссии игрокам предоставляются на выбор различные способы прохождения, например, через скрытность или убийство всех врагов. По мнению Хэя, в игре получился осмысленный открытый мир, который уважает выбор игроков. Острова Рук разработчики считали «вторым по важности персонажем в игре». По словам ведущего дизайнера игры Джейми Кина, мир был сделан одновременно «заманчивым и отталкивающим», чтобы игроки могли «почувствовать себя соблазнёнными этим местом и всеми населяющими его людьми». Источниками вдохновения послужили фильм «Апокалипсис сегодня» и сериал «Остаться в живых». На ранней стадии разработки команда решила вернуться к островному сеттингу, как в первой Far Cry. Разработчики посчитали, что такой сеттинг хорошо сочетался с историей, которую они хотели создать, позволил им сделать мир разнообразным, а также привнести в игру ощущения одиночества и открытий.
По словам дизайнера уровней Марка Томпсона, в Far Cry нет абсолютной морали. Серая мораль проявляется во множестве эпизодов игры; так, Джейсону приходится убивать пиратов, чтобы спасти своих друзей и выжить на враждебном острове. Команда намеренно избегала введения в игру системы морали, которая оценивала бы действия игроков. При написании сюжета команда черпала вдохновение из фильмов «Апокалипсис сегодня», «Охотник на оленей» и «Избавление». Поскольку игра представляла собой шутер от первого лица, для прохождения которого игрок должен убить множество неигровых персонажей, разработчики старались создать сюжет, которому бы концепция стрельбы не противоречила, чтобы не вызывать у игрока диссонанс и не вредить общему впечатлению. По мере того, как Джейсон убивает больше людей, он становится всё более терпимым к насилию. По словам Хэя, игрок будет постепенно замечать изменения в Джейсоне, поскольку он всё больше отдаляется от того, кем был в начале игры, и начинает походить на своих коллег-пиратов. Сцены галлюцинаций Джейсона должны были отражать его нестабильную психику. Томпсон описал их как «интроспективные эпизоды», в которых совесть Джейсона подвергает сомнению действия игроков. Когда Джеффри Йохалем писал эти сцены, он вдохновлялся сказочными уровнями из Prince of Persia. Друзья Джейсона начинают по-другому относиться к протагонисту, и у него развивается посттравматическое стрессовое расстройство. Несмотря на пояснение в конце сюжета, игра оставила место для интерпретации. По словам Хэя, сюжет рассказывает о том, сколько стоит становление героем и насколько тяжелыми могут быть потери на пути.

## Варианты издания
| Игра                                                           | Да  | Да  | Да  | Да |
| Эксклюзивная упаковка                                          | Нет | Да  | Да  | Да |
| Руководство по выживанию                                       | Нет | Нет | Да  | Да |
| 12-сантиметровая фигурка безумного Вааса                       | Нет | Нет | Нет | Да |
| Электронный контент                                            |     |     |     |    |
| The Lost Expeditions                                           | Нет | Да  | Да  | Да |
| The Hurk Pack                                                  | Нет | Нет | Да  | Да |
| The Monkey Business                                            | Нет | Нет | Да  | Да |
| Игровые бонусы                                                 |     |     |     |    |
| DLC бонус «Хищник» (5 видов хищных животных)                   | Нет | Нет | Да  | Да |
| DLC бонус «Охотник» (M700 «Хищник» и 3 новых цвета для оружия) | Нет | Да  | Да  | Да |
| DLC бонус «Воин» (эксклюзивный нож племени Ракьят)             | Нет | Нет | Да  | Да |

## Саундтрек
Саундтрек к игре был написан Брайаном Тайлером и был выпущен 4 декабря 2012 года в цифровом формате. В игре также присутствует лицензионная музыка.
| №   | Название                          | Длительность |
| --- | --------------------------------- | ------------ |
| 1.  | «Far Cry 3»                       | 5:34         |
| 2.  | «Heat»                            | 3:33         |
| 3.  | «The Rakyat»                      | 3:54         |
| 4.  | «Monsoon»                         | 2:52         |
| 5.  | «Falling Into a Dream»            | 2:19         |
| 6.  | «Journey Into Madness»            | 2:55         |
| 7.  | «Rook Island»                     | 5:21         |
| 8.  | «We Are Watching You»             | 3:33         |
| 9.  | «Treasure of Zhang He»            | 3:35         |
| 10. | «Fever Dream»                     | 4:10         |
| 11. | «Call of the Wild»                | 3:43         |
| 12. | «Bad Trip»                        | 5:00         |
| 13. | «Path of the Warrior»             | 7:10         |
| 14. | «Lost Child»                      | 3:54         |
| 15. | «Broken Compass»                  | 3:20         |
| 16. | «The Giant's Head»                | 2:09         |
| 17. | «Further (feat. Serena McKinney)» | 4:04         |

## Восприятие
| Сводный рейтинг       | Сводный рейтинг                                 |
| Агрегатор             | Оценка                                          |
| --------------------- | ----------------------------------------------- |
| GameRankings          | X360: 89,14 % PS3: 89,18 % PC: 88,12 %          |
| Metacritic            | PC: 88/100 PS3: 90/100 X360: 91/100 PS4: 70/100 |
| OpenCritic            | 75/100                                          |
| «Критиканство»        | 91/100                                          |
| Иноязычные издания    |                                                 |
| Издание               | Оценка                                          |
| 1UP.com               | B-                                              |
| 4Players              | 7/10                                            |
| CVG                   | 9,4/10                                          |
| Destructoid           | 8/10                                            |
| Edge                  | 8/10                                            |
| Eurogamer             | 10/10                                           |
| G4                    | 5/5                                             |
| Game Informer         | 9/10                                            |
| GameSpot              | 9/10                                            |
| GameSpy               | [ 63 ]                                          |
| GamesRadar+           | [ 64 ]                                          |
| GameStar              | 88/100                                          |
| GameTrailers          | 8,6                                             |
| Giant Bomb            | [ 67 ]                                          |
| Hardcore Gamer        | 4/5                                             |
| IGN                   | 9/10                                            |
| Jeuxvideo.com         | 18/20                                           |
| Joystiq               | [ 71 ]                                          |
| OXM                   | 8,5/10                                          |
| PC Gamer (UK)         | 89/100                                          |
| Polygon               | 9/10                                            |
| Push Square           | 9/10                                            |
| The Daily Telegraph   | [ 75 ]                                          |
| The Guardian          | [ 76 ]                                          |
| VideoGamer            | 9/10                                            |
| Русскоязычные издания |                                                 |
| Издание               | Оценка                                          |
| 3DNews                | 10/10                                           |
| Absolute Games        | 86/100                                          |
| GameMAG.ru            | 8/10                                            |
| PlayGround.ru         | 9,3/10                                          |
| Riot Pixels           | 75/100                                          |
| StopGame.ru           | Изумительно                                     |
| «Игромания»           | 9/10 (сайт) 8,5/10 (журнал)                     |
| «Игры Mail.ru»        | 9,5/10                                          |
| «Канобу»              | 9/10                                            |

### Реакция критиков
Версия игры для ПК, PlayStation 3 и Xbox One получила преимущественно положительные отзывы игровых критиков, а версия игры для PlayStation 4 получила смешанные отзывы. PlayGround.ru поставил оценку в 9,3 балла, отметив, что «Far Cry 3 по-модному полна лишнего, но ей удаётся самое важное — увлекать. У предыдущей серии с этим были проблемы, а здесь с трудом отрываешься. Во многом, конечно, из-за сценария, но не только — приятно прогуляться до пункта назначения, взобраться на холм и слететь с него на планере. Или спрыгнуть с обрыва в море и неожиданно для себя вынырнуть в пещере, в которой, правда, нет ничего, кроме двадцати долларов». 
Игра победила в номинации «Игра года» (2012) журнала «Игромания» и заняла второе место в аналогичной номинации на сайте журнала.
Авторский коллектив назвал Far Cry 3 «первой игрой с открытым миром, которая выстроена правильно, нигде не провисая» и охарактеризовал её как «боевик про мужчину с автоматом, вокруг которого правильно расставили пальмы, лодочки и клетки с леопардами».
В 2013 году игра была номинирована на D.I.C.E. Interactive Achievement Awards, в семи номинациях. Также игра получила две номинации в Game Developer’s Choice Awards — за Best Visual Arts и Best Technology.
Far Cry 3 получила премию BAFTA в области игр 2013 года в номинации «Action».

### Продажи
У Far Cry 3 был коммерческий успех. За первый месяц было продано около 850,000 копий в Северной Америке. По состоянию на февраль 2013 года было продано около 4,5 млн копий, а к маю было продано уже более 6 млн копий. 30 октября 2014 года издатель Ubisoft сообщил о продаже 10 млн копий.

## Контент
15 января 2013 года Far Cry 3 получила эксклюзивный дополнительный контент для консоли PlayStation 3.
High Tides — это две новые главы для кооперативных режимов игры Far Cry 3, «Побег из тюрьмы» (англ. Jailbreak) и «Искупление» (англ. Redemption). Сюжетная линия берёт своё начало после завершения первых шести кооперативных глав, и покажет заключительные моменты путешествия группы в попытке раз и навсегда сбежать с острова. Чуть позже, данный контент стал доступен на Xbox 360 и ПК.